# Owendo
Owendo est une commune de l'agglomération de la capitale Libreville, située dans le département du Komo-Mondah dans la province de l'Estuaire.
Le port d'Owendo est le premier port du pays. C'est un port de commerce, à grumes et de minerais.

## Histoire
En 1978, la ville a été connectée au Transgabonais, point de départ pour le sud, la ligne allant jusqu'à Franceville.
En plus de ses dix-neuf quartiers, Owendo est une zone industrielle très importante. C'est une ville dynamique en plein essor.